# Flughafen Yanbu

i7
i11
i13
Der Flughafen Yanbu (arabisch مطار ينبع الإقليمي, DMG Maṭār Yanbuʿ al-Iqlīmī, IATA-Code: YNB, ICAO-Code: OEYN) liegt im Westen Saudi-Arabiens, etwa 6 km nördlich der Stadt Yanbu, einer Stadt in der Provinz Medina am Roten Meer. Der volle Name ist „Regionalflughafen Prinz Abdul Mohsen bin Abdulaziz“ (arabisch مطار الأمير عبد المحسن بن عبد العزيز آل سعود الإقليمي).
Der Flughafen wurde 2010 eröffnet und verfügt über eine Start- und Landebahn mit der Orientierung 10/28, die eine Länge von 3212 m aufweist. Er ist mit einigen nationalen und internationalen Zielen verbunden, unter anderem mit Kairo und Riad.